# Moissanita
La moissanita és un mineral de la classe dels elements natius. Nom atorgat en honor d'H. Moissan (1852-1907) qui després d'anys d'investigació en mètodes d'alta temperatura i forns per a la producció de carburs i diamants sintètics, va descobrir la presència natural en el meteorit Canyon Diable. Moissan va ser el primer a aïllar el fluor elemental i va rebre el Premi Nobel 1906 de Química per això.

## Classificació
La moissanita es troba classificada en el grup 1.DA. segons la classificació de Nickel-Strunz (1 per a Elements; D per a Carburs i nitrurs no metàl·lics i A per a Carburs no metàl·lics). En la classificació de Dana el mineral es troba al grup 1.3.8.1 (1 per a Elements natius i aliatges i 3 per a semi-metalls i no metalls; 8 i 1 corresponen a la posició del mineral dins del grup).

## Característiques
La moissanita és un mineral de fórmula química SiC. Cristal·litza en el sistema hexagonal. La seva duresa a l'escala de Mohs és 9,5.

## Formació i jaciments
La moissanita, es pot trobar en vidres diminuts en alguns meteorits (originalment formats en pols d'estels) i kimberlites, està present en la naturalesa en forma de carbur de silici, SiC (en forma sintètica de ceràmica d'alt rendiment, més comunament conegut per la marca comercial de l'abrasiu Carborundum. S'ha descrit a Europa, Àsia, Austràlia i a l'Amèrica del Nord.